# Safareig del Calvari
El Safareig del Calvari és una obra de la Sénia (Montsià) inclosa a l'Inventari del Patrimoni Arquitectònic de Catalunya.

## Descripció
Construcció aïllada. Coberta de teula a dos vessants, obra de maçoneria ordinària presenta tots els buits amb arcs de mig punt, en composició regular: Accés central pel carrer Rossell, el lateral se centrar per dos finestrals regulars. Les altres dues façanes amb finestres ben distribuïdes. El safareig és de planta rectangular amb els rentadors de pedra. És una construcció idèntica a la del c/Bailén, sota la pèrgona de la plaça major i el safareig és en tot de les mateixes característiques.

## Història
És de l'època de la República. Actualment se n'han tapiat les finestres.